# 力寶中心 (新加坡)
力寶中心（英語：Lippo Center）是一棟位於新加坡市中心珊頓道78號的商業辦公大樓，樓高150公尺(490英尺)，共34層。

## 历史
大樓完工於1990年，建築高度與新門廣場兩座同高度，並且為新加坡第58高摩天大樓。大廈所有權於2007年12月被德國商業銀行旗下子公司Commerz Real AG以6億5千萬美元收購。